# Temocapril

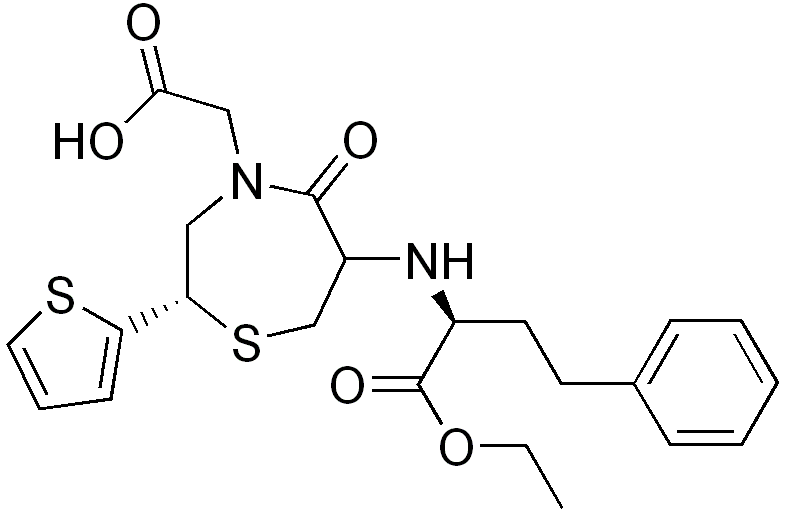
Estrutura química do Temocapril (fórmula bastão)

Temocapril é um medicamento do tipo inibidor da enzima de conversão da angiotensina (IECA).

## Biliografia
- «Pharmacological and clinical studies with temocapril, an angiotensin converting enzyme inhibitor that is excreted in the bile» (em inglês). Artigo científico no PubMed.